# Fundación Openlab Ecuador

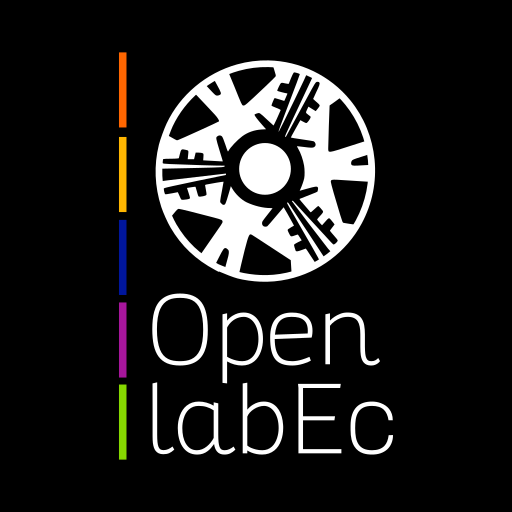

La Fundación Openlab Ecuador es una organización sin ánimo de lucro con sede en Quito, Ecuador.  Se constituye como un laboratorio ciudadano que busca generar diálogos y experiencias relacionadas con la cultura digital, la participación ciudadana y el conocimiento abierto. Se define como activistas por el movimiento de software libre, de la educación popular y crítica, la ciencia ciudadana, la privacidad, la innovación abierta, el desarrollo del pensamiento computacional y del intercambio de saberes en horizontalidad.
Entre sus actividades, se dedican en apoyar a las comunidades de cultura libre y digital del Ecuador, como una forma de impulsar la economía de conocimiento y creatividad. Proporcionan asesoramiento a la producción de eventos virtuales y de procesos de innovación abierta con instituciones académicas, medios de comunicación, ONGs y de la sociedad civil.

## Historia
Fundación Openlab Ecuador nace como colectivo en el 2020 durante la pandemia de COVID-19, conformada por activistas de distintas comunidades de la ciudad con la idea de hacer un laboratorio ciudadano relacionado con la cultura libre. interesadas en promover el conocimiento abierto en sus distintas expresiones, y con un ámbito más ciudadano.Obtiene su personería jurídica en mayo de 2021 con registro en el Ministerio de Telecomunicaciones y de la Sociedad de la Información, otorgada a través de la Resolución n.º 003-2021 y se integra a la Red de Investigación de Conocimiento, Software y Hardware Libre del Ecuador. 
La idea surge antes de la pandemia, Openlab se pensaba como un laboratorio más tradicional vinculado a un espacio físico, para desarrollar talleres, seminarios, actividades de innovación abierta, entre otros. Llegada la pandemia, la idea del espacio físico quedó a un lado por lo cual el laboratorio exploró la virtualidad aprovechando las habilidades digitales de sus integrantes. De esta manera rápidamente el laboratorio pasó a tener visibilidad regional, a través de las 70 actividades realizadas durante el primero año. Siendo  las Jornadas Descubriendo la Ciencia Abierta y la campaña de Educación Libre entre las más resaltantes y regionales, además de toda la producción sobre la temática del Festival Latinoamericano de Software libre (FLISoL).
El laboratorio inició generando un espacio para dialogar entre personas que puedan contar historias, experiencias acerca de temas relacionados con la cultura libre, como una forma de mitigar la ausencia de este tipos de diálogos en espacios públicos. Uno de los primeros espacios de diálogos fue el programa "ExploraLabs"  para dialogar sobre los laboratorios ciudadanos del Ecuador. Así como este, Openlab fue generando más espacios conectando con distintas personas especialistas y expertas en Iberoamérica relacionadas con la Cultura Libre.
Su gobernanza está definida por la Asamblea General y la Coordinación General. Esta última de naturaleza tripartita conformada por tres dignidades: Presidencia, Vicepresidencia y Secretaría Ejecutiva. Sin embargo, su organización procura ser horizontal con una organización rotativa/transitoria.
El aniversario de la Fundación son los 20 de mayo, teniendo como partida de nacimiento la creación de su dominio DNS y la publicación de su página web: openlab.ec

## Proyectos
- Campaña Educación Libre. Un esfuerzo para visibilizar la influencia de las gigantescas empresas de tecnología dentro los sistemas educativos en la región.[6]
- ExploraLabs edición mitad del mundo. Serie de diálogos con laboratorios ciudadanos de la ciudad de Quito.[7]
- Producción de la Serie Descubriendo la Ciencia Abierta promovida por la Red de Investigación de Conocimiento, Software y Hardware Libre.[8]
- Coordinación y Organización varias ediciones del Festival Latinoamericano de Instalación de Software Libre (FLISoL).[9]
- Entidad contraparte del Compromiso 15 "co-creación de la política nacional de ciencia abierta e investigación estratégica del Ecuador", como parte del 2.º Plan de Acción de Gobierno Abierto (2022-2024).[10]
- Investigación "Coyote influencer: un vistazo a las redes ecuatorianas de tráfico de migrantes en TikTok", América Latina in a Glimpse 8.ª edición.[11]
- Portal Seguridad Digital Integral. Proceso de capacitación sobre seguridad digital.[12]
- Repositorio Mujeres Especialistas en Tecnologías Emergentes.[13]
- Organización del Global Game Jam Ecuador.[14]
- Scratch Day Quito.
- Coordinación y Organización del Primer Congreso Iberoamericano de Ciencia Abierta 2022.[15][16]
- Organización de Mapeos en conjunto con el equipo Humanitario de OpenStreetMap (HOT).
- Colaboratorio Sonora Resiliente. Experiencia de construcción colectiva de instrumentos sonoros electrónicos basados en datos medioambientales.

## Publicaciones
- Políticas de TIC para el libre acceso al conocimiento en ambientes de colaboración. Artículo que integra la publicación "Prospectiva en políticas públicas para la transición" de la quinta entrega de Mirada Pública del Instituto de Altos Estudios Nacionales del Ecuador (IAEN).[17]
- Coyote influencer: un vistazo a las redes ecuatorianas de tráfico de migrantes en TikTok. Una investigación que forma parte de la octava edición de América Latina in a Glimpse.[11]
- Politizar la tecnología: Radios comunitarias y derecho a la comunicación en los territorios digitales. Versión ecuatoriana del libro "Politizar la Tecnología". Un aporte fundamental para empezar el debate sobre la democratización de las tecnologías, desde la mirada de las radios comunitarias.[18]